# Arisaema setosum
Arisaema setosum är en kallaväxtart som beskrevs av A.Sudh.Rao och Dinesh Mohan Verma. Arisaema setosum ingår i släktet Arisaema och familjen kallaväxter. Inga underarter finns listade.